# Torneo Triangolare dell'Oceano Indiano 1954
Il Torneo Triangolare dell'Oceano Indiano 1954 (Tournoi triangulaire de l’Océan Indien 1954) fu l'ottava edizione del Torneo Triangolare dell'Oceano Indiano, competizione calcistica per nazione riservata a tre nazioni insulari africane che si affacciano sull'Oceano Indiano: Madagascar, Mauritius e La Riunione. La competizione si svolse alle Mauritius dal 11 luglio al 18 luglio 1954.

## Formula
- Qualificazioni

Nessuna fase di qualificazione. Le squadre sono qualificate direttamente alla fase finale.
- Fase finale

Girone unico - 3 squadre, giocano partite di sola andata. La vincente si laurea campione del Torneo Triangolare.

## Squadre partecipanti
| Pr. | Squadra     | Data di qualificazione certa | Partecipante in quanto | Partecipazioni precedenti al torneo          | Ultima presenza |
| --- | ----------- | ---------------------------- | ---------------------- | -------------------------------------------- | --------------- |
| 1   | Madagascar  | -                            | Qualificata di diritto | 7 (1947, 1948, 1949, 1950, 1951, 1952, 1953) | Madagascar 1953 |
| 2   | Mauritius   | -                            | Qualificata di diritto | 7 (1947, 1948, 1949, 1950, 1951, 1952, 1953) | Madagascar 1953 |
| 3   | La Riunione | -                            | Qualificata di diritto | 7 (1947, 1948, 1949, 1950, 1951, 1952, 1953) | Madagascar 1953 |

Nella sezione "partecipazioni precedenti al torneo", le date in grassetto indicano che la nazione ha vinto quella edizione del torneo, mentre le date in corsivo indicano la nazione ospitante.

## Fase finale

### Girone unico

#### Classifica
| Pos | Squadra     | P.ti | G | V | N | P | GF | GS | DR  |
| --- | ----------- | ---- | - | - | - | - | -- | -- | --- |
| 1   | Mauritius   | 4    | 2 | 2 | 0 | 0 | 15 | 1  | +14 |
| 2   | La Riunione | 2    | 2 | 1 | 0 | 1 | 6  | 13 | -7  |
| 3   | Madagascar  | 0    | 2 | 0 | 0 | 2 | 3  | 10 | -3  |

#### Risultati
| 11 luglio 1954 | Madagascar | 2 – 6 | La Riunione |  |

| 15 luglio 1954 | Mauritius | 4 – 1 | Madagascar |  |

| 18 luglio 1954 | Mauritius | 11 – 0 | La Riunione |  |